# Крейдовий період
| Крейдовий період                                              |                                                           |
| Хронологія                                                    | 145–66 млн років тому                                     |
| Середня концентрація кисню (O2) впродовж періоду              | бл. 30 % (150 % від сучасного рівня)                      |
| Середня концентрація вуглекислого газу (CO2) впродовж періоду | бл. 1700 ppm (у 6 разів більше доіндустріального періоду) |
| Середня температура поверхні впродовж періоду                 | бл. 18 °C (на 4 °C вище сучасного рівня)                  |

Кре́йдовий пері́од — останній (третій) геологічний період мезозойської ери. Розпочався близько 145 млн років тому, закінчився 66,0 млн років тому. Тривав, таким чином, близько 79 млн років.

## Загальний опис

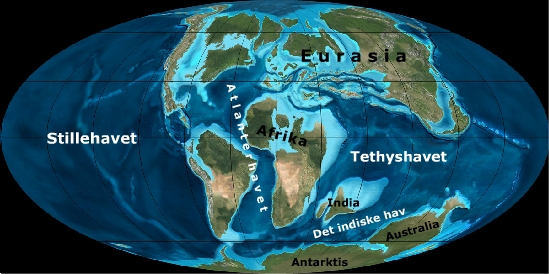
Земля у пізній крейді (90 млн років тому)

Перша половина крейдового періоду характеризується великим поширенням в межах материків мілководних морів та заболочених низовин. 
На початку пізньокрейдової епохи відбулася одна з найбільших в історії Землі трансгресія моря, протягом якої відклалися потужні верстви мергелю та крейди. Гороутворюючі рухи крейдового періоду пов'язані з альпійською складчастістю. Для флори цього періоду характерні папоротеподібні й голонасінні, з'явились перші покритонасінні, а в пізньокрейдову епоху — багато сучасних родів (дуб, бук, береза, верба, виноград та інші). Великого розвитку набули черевоногі молюски, губки, мохуватки, деякі види кісткових риб, у фауні наземних хребетних переважали плазуни, хижаки та інші вимерлі морські й наземні ящери.
У межах України наприкінці 1-ї половини крейдового періоду море починає знову захоплювати великі простори. Максимальних розмірів воно досягає у 2-й половині цього періоду, у так званих сеноманському та туронському ярусах — в той час лише окремі ділянки Українського кристалічного щита та Донецького кряжа виступали над водою. Наприкінці крейдового періоду розпочалась нова, так звана альпійська, фаза горотворення, яка в основному відбувалась протягом кайнозойської ери.

## Органічний світ
У крейдовому періоді серед рослин з'являються покритонасінні, які дедалі набувають більшого розвитку. Серед тварин з'являються перші плацентарні ссавці, а у воді панівне становище захоплюють кісткові риби.
На початку крейдового періоду зберігався теплий і м'який клімат. Наприклад, в Антарктиді клімат був приблизно таким, як у сучасній Великій Британії.
У зарослях хвощів паслися стада ігуанодонів і гіпсилофодонів. Барионікси ловили рибу в теплих річках, що протікали рівнинами. На півночі сучасного Африканського континенту жили рослиноїдні уранозаври з дивними «вітрилами» на спинах. Місцями клімат був посушливим. Серед низькорослої напівпустельної рослинності полювали стада хижих дейноніхів. У крейдовому періоді вимерли іхтіозаври, їхню нішу захопили мозазаври (родичі сучасних ящірок, з величезними крокодилоподібними тілами та ластами замість кінцівок).
У пізній крейді клімат став прохолодніший, саме тоді почали складатися кліматичні зони сучасного типу. Головними рослинами на суші стали квіткові. Ліси складали дерева майже сучасного типу, проте трави ще не з'явилися.
У посушливих районах сучасної Монголії жили швидкі хижі велоцираптори та руйнівники гнізд інших динозаврів — овіраптори. На території сучасної Канади виходили на колективне нічне полювання вкрай швидкі дрібні троодони.
На території сучасних Північної Америки та Азії, які час від часу були з'єднані, мешкали качконосі динозаври, такі як паразауролофи, а також гігантські хижі динозаври тиранозаври, одні з найбільших хижаків, що коли-небудь населяли нашу планету. У пустелях Північної Африки полював хижий спинозавр. В горах Північної Америки жили рогаті динозаври трицератопси.
У цей час існували такі предки птахів, як Eoconfuciusornis zhengi[джерело?].

## Корисні копалини
Відклади, що утворилися протягом крейдового періоду, складають крейдову систему. Крейдовий період за різноманітністю і кількістю корисних копалин посідає одне з перших місць серед підрозділів фанерозою. З потужним магматизмом пов'язане одне з найзначніших в історії Землі рудоутворень. Переважна частина рудних корисних копалин тяжіє до Тихоокеанського геосинклінального поясу, в межах якого розташовано родовища руд кольорових металів. У Східній Азії з півночі на південь простяглася найбільша оловоносна провінція. З кінця пізньої крейди навколо Тихого океану формуються мідно-порфірові родовища, більшість яких приурочена до східної гілки поясу від Аляски до Чилі. Мідні та супутні їм молібденові рудопрояви відомі й у західній гілці на Чукотці, Камчатці та в Приморському краї. У Середземноморському поясі мідно-порфірові родовища пізньої крейди — палеогену є в Югославії та Болгарії. На Кавказі з вулканогенними породами верхньої крейди пов'язано сірчано- і мідно-колчеданні руди Сомхето-Карабахської зони, до предсеноманської магматичної серії приурочені скарни із залізом і кобальтом Дашкесана, а також мідно-молібденові родовища Місхано-Зангезурської зони. У крейдових відкладах в Україні та в Сибіру розташовано циркон-ільменітові прибережно-морські розсипи, у них же лежать золоті розсипи Зеї, Великого Хінгана, Кузнецького Алатау і Забайкалля.
За загальними запасами нафти відклади крейди посідають друге місце (після кайнозою), з ними пов'язано близько половини запасів газу основних родовищ світу. У відкладах розташовано такі корисні копалини як вугілля, боксити, солі, фосфорити та інші. За запасами вугілля (21 % світових запасів) крейдовий період дещо поступається пермському (27 %) і порівнянний із кам'яновугільним. Утворення бокситів, пов'язане з ділянками теплого і вологого клімату, набуло великого розвитку в північній гумідній зоні Євразії, де виділяються дві бокситоносні провінції: Середземноморська, що простяглася від Іспанії до Туреччини й далі до Ірану і Пакистану, і Казахстансько-Сибірська, що розташована між Тургайським плато і басейном Єнісею. Великі родовища є також у Північній Америці (штати Арканзас, Орегон та інші). До південної теплої гумідної зони належать і боксити Чилі, Північної Австралії, формування яких почалося, ймовірно, у пізній крейді. З того ж часу утворюються латеритні боксити в Екваторіальній Африці. У схожих умовах теплого вологого поясу Північної півкулі формуються осадові залізні руди (поклади Західного Сибіру, Гарцу і Північної Африки). Найбільші осади гіпсу та різних солей пов'язано з неокомом. В альбі та сеномані фосфоритоносна смуга простягалася від східного узбережжя Каспійського моря через північну околицю Дніпровсько-Донецької западини на захід до Польщі. Сеноманські фосфорити відомі також у Франції та на Британських островах. Значно більшого поширення (у порівнянні з іншими етапами історії Землі) набули області накопичення фосфатів у сеноні (відклади у Франції, ФРН, Іспанії, Марокко, Алжирі й Тунісі, а також на південно-східній околиці Африканської платформи). Цей фосфоритоносний басейн Північної Африки є одним з найбільших у світі.

## Відділи
| Система/ Період                                                       | Відділ/ Епоха    | Ярус/ Вік           | Вік (млн років) | Вік (млн років) |
| --------------------------------------------------------------------- | ---------------- | ------------------- | --------------- | --------------- |
| Палеоген, P                                                           | Палеоцен, P1     | Данський, P1d       | молодше         | молодше         |
| Крейда, K                                                             | Верхня/Пізня, K2 | Маастрихтський, K2m | 66,0            | 72,1            |
| Крейда, K                                                             | Верхня/Пізня, K2 | Кампанський, K2km   | 72,1            | 83,6            |
| Крейда, K                                                             | Верхня/Пізня, K2 | Сантонський, K2s    | 83,6            | 86,3            |
| Крейда, K                                                             | Верхня/Пізня, K2 | Коньякський, K2k    | 86,3            | 89,8            |
| Крейда, K                                                             | Верхня/Пізня, K2 | Туронський, K2t     | 89,8            | 93,9            |
| Крейда, K                                                             | Верхня/Пізня, K2 | Сеноманський, K2c   | 93,9            | 100,5           |
| Крейда, K                                                             | Нижня/Рання, K1  | Альбський, K1alb    | 100,5           | ~113,0          |
| Крейда, K                                                             | Нижня/Рання, K1  | Аптський, K1apt     | ~113,0          | ~125,0          |
| Крейда, K                                                             | Нижня/Рання, K1  | Баремський, K1br    | ~125,0          | ~129,4          |
| Крейда, K                                                             | Нижня/Рання, K1  | Готерівський, K1g   | ~129,4          | ~132,9          |
| Крейда, K                                                             | Нижня/Рання, K1  | Валанжинський, K1v  | ~132,9          | ~139,8          |
| Крейда, K                                                             | Нижня/Рання, K1  | Беріаський, K1b     | ~139,8          | ~145,0          |
| Юра, J                                                                | Верхня/Пізня, J3 | Титонський, J3tt    | древніше        | древніше        |
| Підрозділи Крейдової системи наведені згідно МКС, станом на 2018 рік. |                  |                     |                 |                 |
| п о р                                                                 |                  |                     |                 |                 |

Крейда зазвичай розділяється на 2 епохи: ранньо- та пізньокрейдову. Яруси від наймолодшого до найстарішого перелічено нижче, у напрямку зверху-донизу.

## Цікаві факти
30 травня 2023 року, в пустелі Такла-Макан (Китай) розпочалося буріння надглибокої свердловини з проєктною глибиною 11100 метрів. Справжньої мети глибинного буріння офіційно не розголошують, однак відомо, така розвідка дозволить виявити мінеральні та енергетичні ресурси глибоко під земною поверхнею, і отвір буде настільки глибоким, що досягне відкладень, які утворилися 145 мільйонів років тому. Таким чином, пройшовши 10 шарів гірських порід, команда сподівається дістатися до гірських порід крейдового періоду, шару, відомого як крейдяна система, вік якої саме і становить 145 мільйонів років.